# Hemusite
La hemusite è un minerale.